# Xian de Boluo
Le xian de Boluo (博罗县 ; pinyin : Bóluó Xiàn) est un district administratif de la province chinoise du Guangdong. Il est placé sous la juridiction de la ville-préfecture de Huizhou.

## Démographie
La population du district était de 761 885 habitants en 1999.